# Лесь Курбас (монета)
«Лесь Ку́рбас» — ювілейна монета номіналом 2 гривні, випущена Національним банком України. Присвячена режисеру, актору, педагогу, драматургу та перекладачу Лесю Курбасу (1887—1937). Лесь (Олександр-Зенон) Степанович Курбас — театральний діяч, творчість якого позначена впливом експресіонізму та конструктивізму, фундатор українського модерного театру «Березіль».
Монету введено в обіг 26 лютого 2007 року. Вона належить до серії «Видатні особистості України».

## Опис та характеристики монети
| Номінал грн. | Метал      | Маса, грам | Діаметр, мм. | Якість виготовлення       | Гурт     | Тираж, штук |
| ------------ | ---------- | ---------- | ------------ | ------------------------- | -------- | ----------- |
| 2            | нейзильбер | 12,8       | 31           | спеціальний анциркулейтед | рифлений | 35 000      |

### Аверс
На аверсі монети угорі розміщено малий Державний Герб України, під яким праворуч на дзеркальному тлі напис у три рядки — «НАЦІОНАЛЬНИЙ БАНК УКРАЇНИ». Унизу — на тлі стилізованого кола — написи: «2 ГРИВНІ/ 2007» і логотип Монетного двору Національного банку України.

### Реверс
На реверсі монети зображено портрет Леся Курбаса на тлі стилізованого геометричного оргаменту, який використовувався під час оформлення театральних афіш у 20-х роках ХХ ст., угорі ліворуч рік народження — «1887», нижче праворуч рік смерті — «1937», унизу по діагоналі напис — «ЛЕСЬ КУРБАС».

## Автори

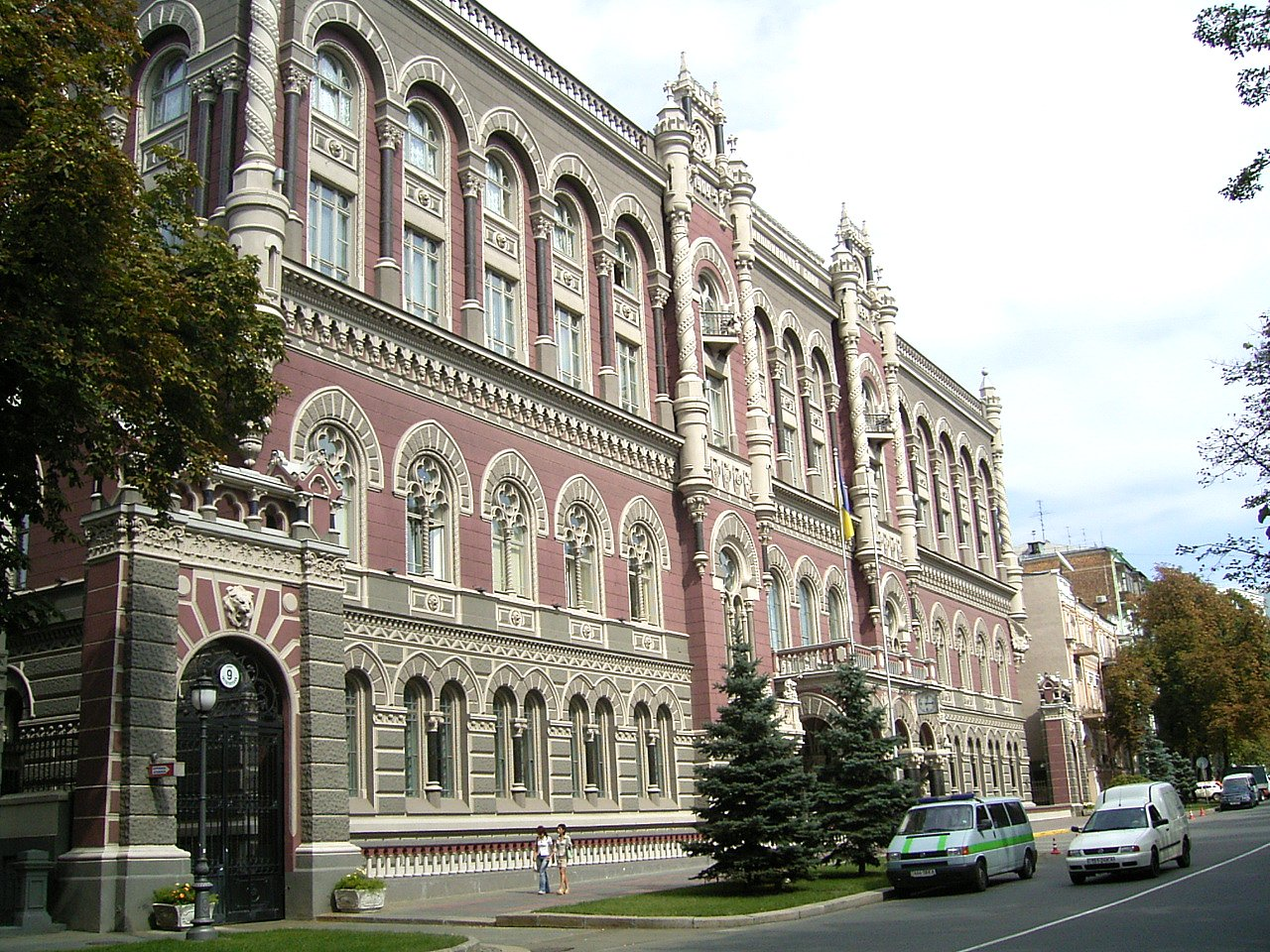
Будівля Національного банку України

- Художник — Атаманчук Володимир.
- Скульптор — Атаманчук Володимир.

## Вартість монети
Ціна монети — 15 гривень, була зазначена на сайті Національного банку України 2011 року.
Фактична приблизна вартість монети з роками змінювалася так:
| Рік        | 2010 | 2011 | 2012 | 2013 | 2014 | 2015 | 2016 | 2017 | 2018 | 2019 | 2020 | 2021 | 2022 | 2023 | 2024 | 2025 |
| ---------- | ---- | ---- | ---- | ---- | ---- | ---- | ---- | ---- | ---- | ---- | ---- | ---- | ---- | ---- | ---- | ---- |
| Ціна, грн. | 17   | 20   | 20   | 20   | 25   | 30   | 40   | 45   | 50   | 50   | 55   | 55   | 60   | 140  | 150  | 160  |